# Halgerda stricklandi
Halgerda stricklandi là một loài sên biển mang trần thuộc nhánh Doridacea, là động vật thân mềm chân bụng không vỏ sống ở biển trong họ Dorididae.

## Phân bố
Loài này được tìm thấy ở Indonesia, Malaysia, Thái Lan, biển Andaman và Myanma.

## Hình ảnh

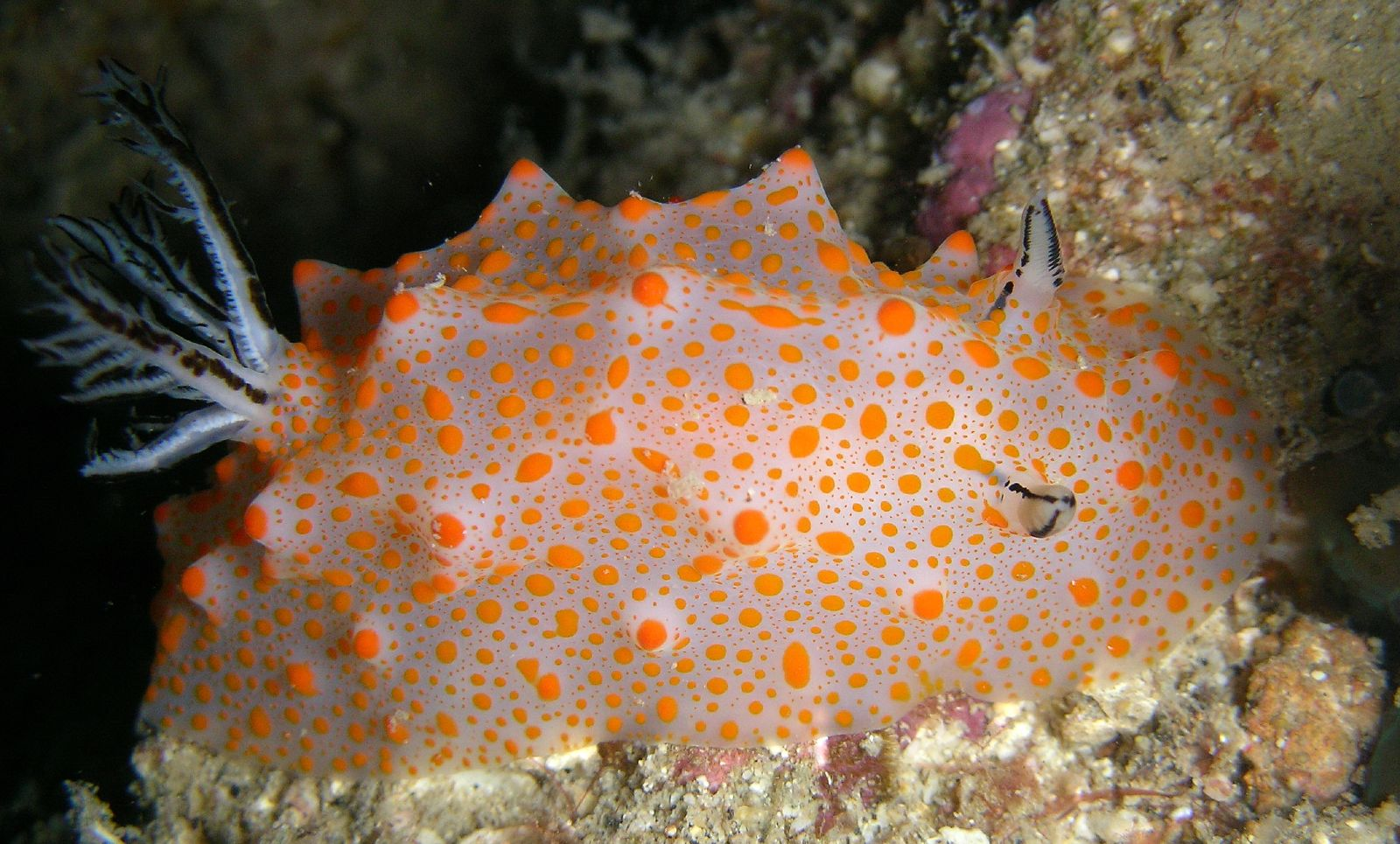
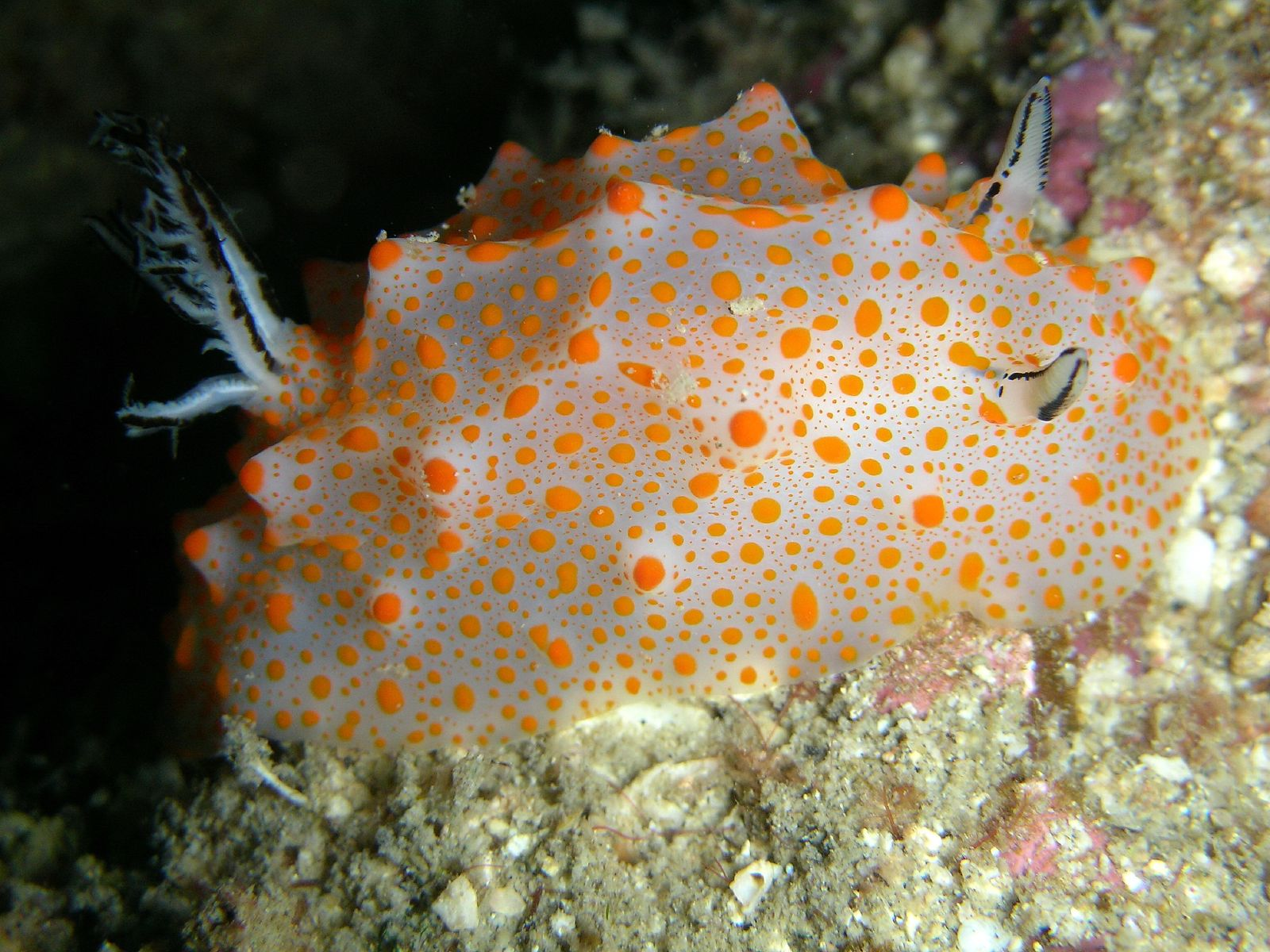
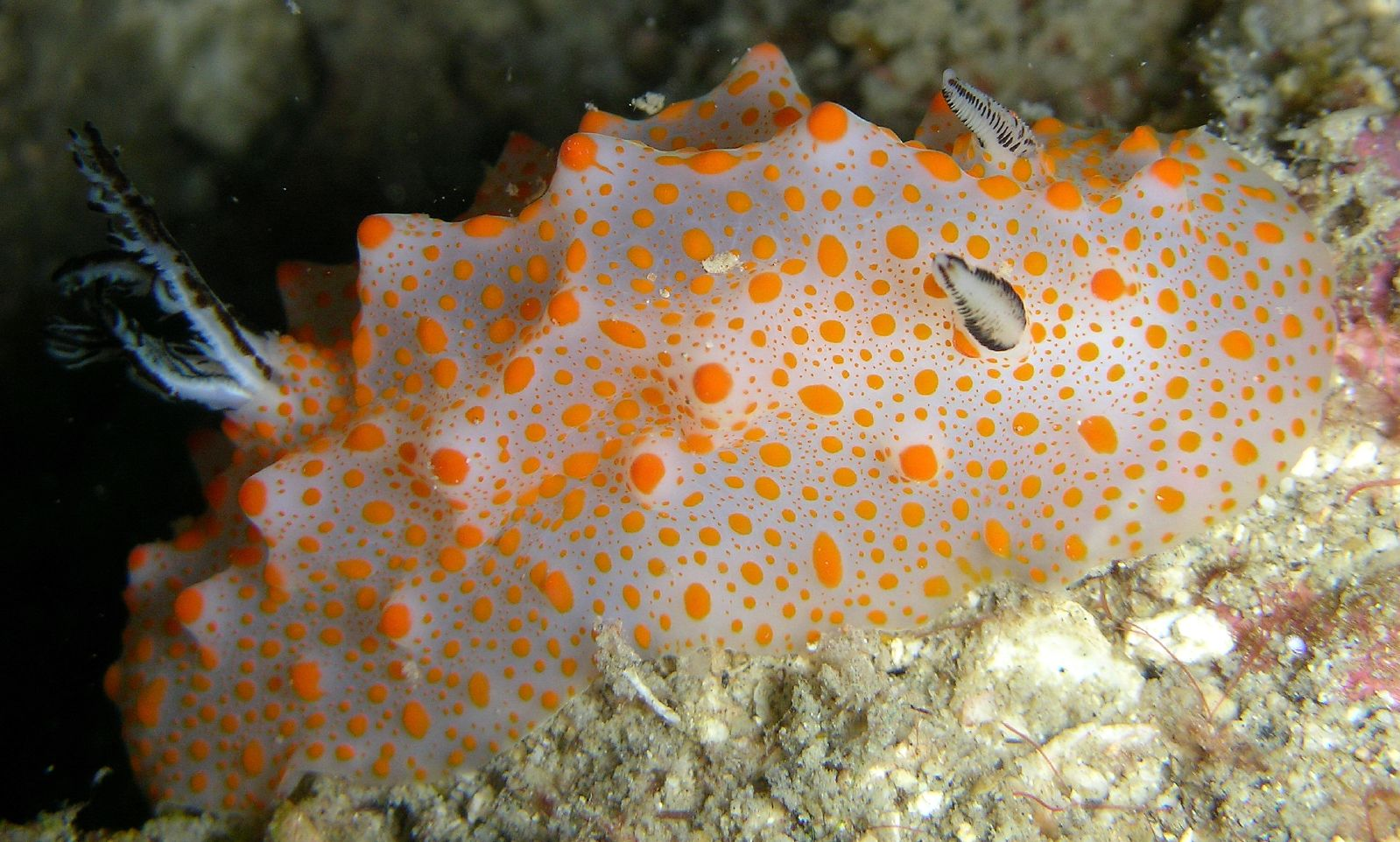